# Tremseh
Tremseh är en ort i Syrien.   Den ligger i provinsen Hamah, i den centrala delen av landet, 200 kilometer norr om huvudstaden Damaskus. Tremseh ligger 195 meter över havet och antalet invånare är 6 927.
Terrängen runt Tremseh är platt. Närmaste större samhälle är Ḩalfāyā, 9,3 kilometer öster om Tremseh. 
Trakten runt Tremseh består till största delen av jordbruksmark. Runt Tremseh är det tätbefolkat, med 383 invånare per kvadratkilometer.